# Belz (Morbihan)
Belz település Franciaországban, Morbihan megyében. Lakosainak száma 3869 fő (2022. január 1.). Belz Sainte-Hélène, Locoal-Mendon, Erdeven, Étel és Plouhinec községekkel határos.

## Népesség
A település népességének változása:
| Lakosok száma | 3353 | 3398 | 3372 | 3422 | 3580 | 3731 | 3711 | 3760 | 3784 | 3869 |
|               | 1968 | 1982 | 1990 | 2006 | 2013 | 2015 | 2017 | 2019 | 2020 | 2022 |